# 6-Phosphogluconolactonase
La 6-phosphogluconolactonase est une hydrolase de la voie des pentoses phosphates qui catalyse la réaction :
|                            | {\displaystyle \rightleftharpoons } |                    |
| 6-phosphoglucono-δ-lactone |                                     | 6-phosphogluconate |

Chez l'homme, elle est codée par le gène PGLS, situé sur le chromosome 19.